# 羅企生
羅企生（363年—399年），字宗伯，豫章郡人，東晉武陵太守。

## 生平
羅企生入朝為官最早擔任佐著作郎，後以家裏貧窮、父母年邁為由請求補任為臨汝縣令。刺史王凝之請他擔任別駕。殷仲堪鎮守江陵，引薦羅企生為功曹。累遷至武陵太守，羅企生還未到任，桓玄便攻打殷仲堪，殷仲堪命羅企生為諮議參軍。殷仲堪生性多疑不擅決斷，羅企生對他的弟弟羅遵生說：「殷侯仁慈，但卻寡斷，以後必有大難。他對我有知遇之恩，在大義上我離不開他，將來必為他而死。」
隆安三年（399年）十二月，桓玄趁殷仲堪因荊中大水而開糧倉賑濟飢民的機會攻打殷仲堪，殷仲堪戰敗而逃，殷仲堪逃走的時候，帳下沒有任何文武官員送行，只有羅企生一人隨行。羅企生經過家門時，羅遵生說：「要分別了，怎麼能不握個手？」羅企生調頭握了手，羅企生認為他已經必死無疑，一家有負責盡忠也有盡孝的，已經沒有任何遺憾，羅遵生緊抱著羅企生不打算讓他離開。殷仲堪覺得羅企生無法掙脫，於是獨自離開。
桓玄到荊州時，荊州人士沒有人不拜見桓玄，僅羅企生一人不去，反而在辦理殷仲堪的家事。有人告誡他將大禍臨頭，羅企生說殷仲堪對他有恩，他只是因為受被弟弟牽制，才沒法和殷仲堪一起去消滅叛黨，桓玄知道這件事後大怒，但仍善待羅企生，桓玄先是派人告訴羅企生如果和他道歉，便放過他。羅企生認為自己是殷仲堪帳下的官吏，荊州大敗，無法拯救，沒甚麼好對桓玄道歉，因此羅企生被桓玄抓捕，桓玄派人去向羅企生有何遺言，羅企生說以前司馬昭殺了嵇康，但他的兒子嵇紹卻是晉朝的忠臣。現只請求桓玄饒自家弟弟的性命，以照顧年邁母親，桓玄此答應了他的請求，羅企生被處死，年僅三十七歲，羅遵生則被赦免。桓玄曾經送羅企生母親胡氏羔裘，胡氏得知羅企生遇害，便燒了羔裘。

## 延伸阅读
[在维基数据编辑]
 《晉書·卷089》，出自房玄齡《晉書》